# Epfendorf
Epfendorf es un municipio alemán perteneciente al distrito de Rottweil en el estado federado de Baden-Wurtemberg. Está ubicado a una altitud de 474 - 682 m s. n. m. en la Selva Negra Meridional. Barrios son Harthausen, Talhausen y Trichtingen.

## Galeria

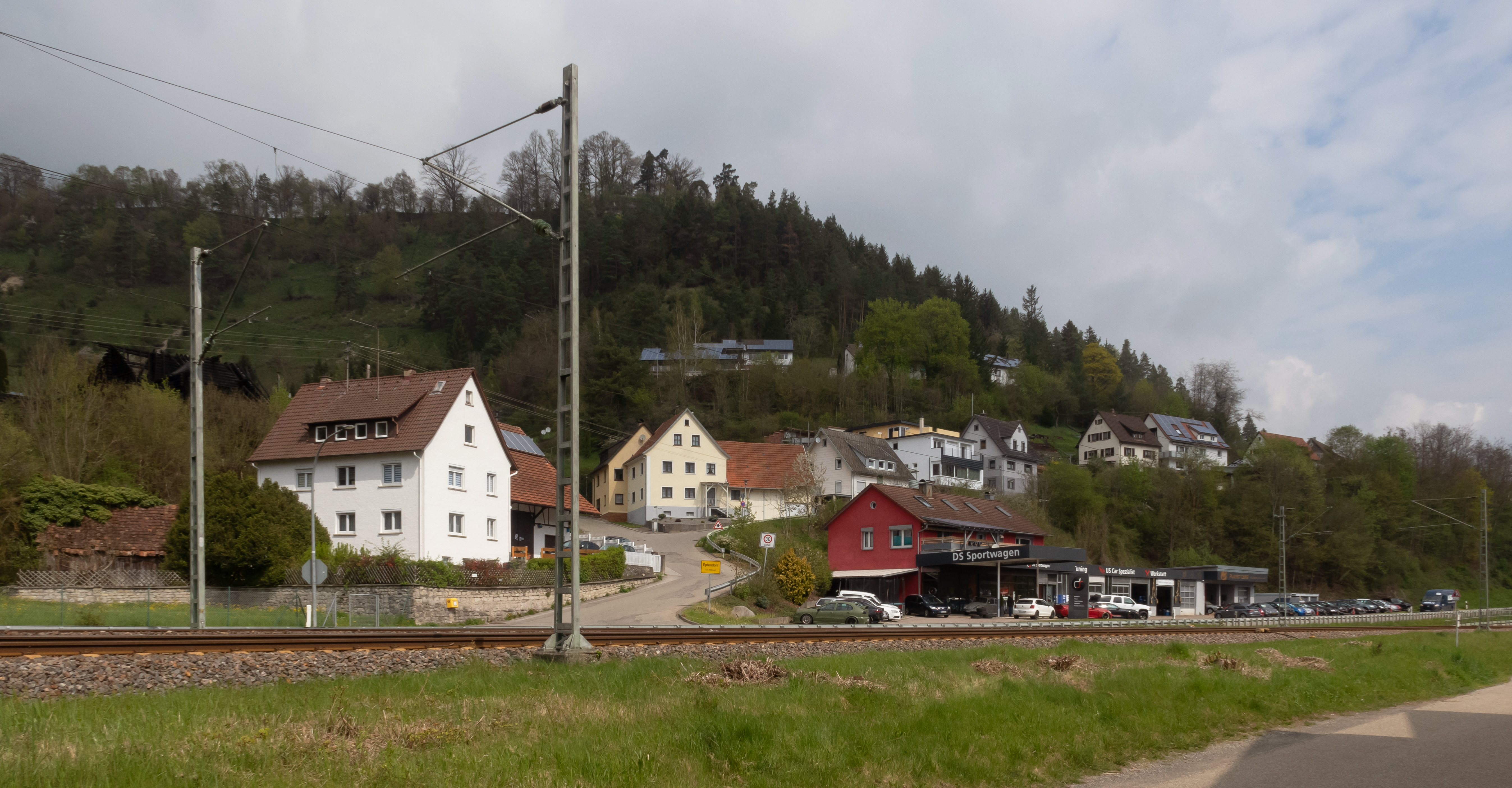
Epfendorf, vista de la calle a lo largo de la vía del tren
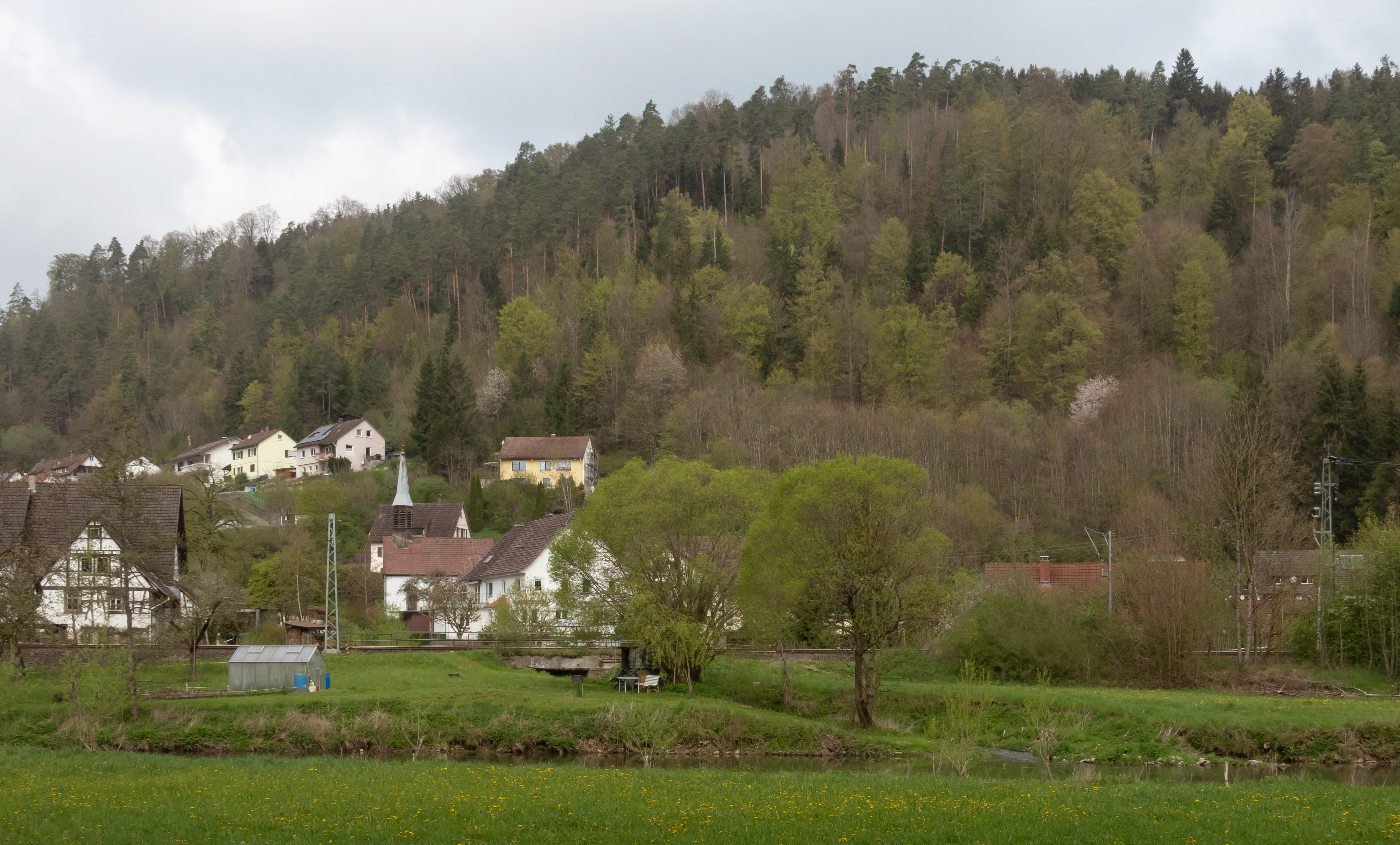
Talhausen, vista del pueblo
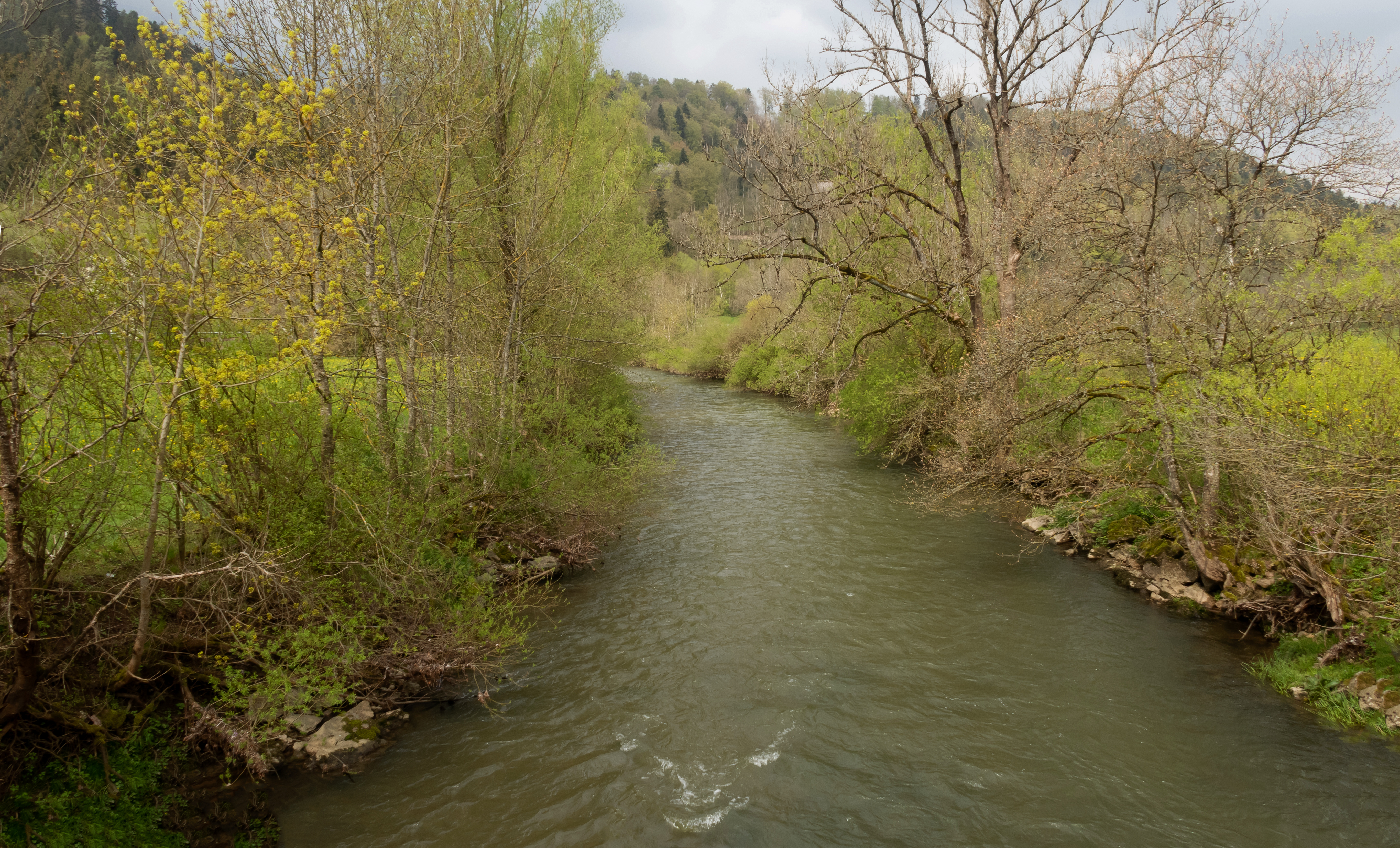
entre Epfendorf y Irslenbach, el Neckar